# Barîșivka
Barîșivka (în ucraineană Баришівка) este așezarea de tip urban de reședință a raionului Barîșivka din regiunea Kiev, Ucraina. În afara localității principale, mai cuprinde și satele Pasicina și Șvacîha.

## Demografie
Componența lingvistică a așezării de tip urban Barîșivka
     Ucraineană (94,52%)
     Rusă (5%)
     Alte limbi (0,3%)
Conform recensământului din 2001, majoritatea populației așezării de tip urban Barîșivka era vorbitoare de ucraineană (94,52%), existând în minoritate și vorbitori de rusă (5%).